# Gloria Buzău
Il Gloria Buzău, conosciuto anche come FC Buzău, è stata una società calcistica rumena con sede nella città di Buzău.

## Storia
La società fu fondata il 16 giugno 1971 dalla fusione tra le due square di Buzău, il Metalul e il Şoimii.

## Palmarès

### Competizioni nazionali
- Liga II: 2

1977-1978, 1983-1984
- Liga III: 2

2012-2013, 2018-2019

### Altri piazzamenti
- Coppa di Romania:

Semifinalista: 2007-2008
- Liga II:

Secondo posto: 2006-2007 (Serie I)
- Coppa dei Balcani per club:

Semifinalista: 1986